# Llengües kartvelianes
Les llengües kartvelianes formen una família lingüística, a vegades anomenada kartveliana pel seu idioma principal, el kartvelià o georgià. A part d'aquesta llengua, inclou el mingrelià, el laz i la llengua svan, de manera que agrupa més de 5 milions de parlants, repartits entre Geòrgia, Rússia, Iran i zones frontereres. El svanetià és l'idioma més allunyat dels altres, mentre que el mingrelià i el laz són els més propers, ja que comparteixen un avantpassat comú, anomenat protozan.

## Classificació
- Idiomes georgians
  - Georgià (ქართული, kartuli), amb 4,1 milions de parlants nadius. D'aquests, 3,9 milions viuen a Geòrgia, uns 50.000 a Turquia i l'Iran, així com una diàspora d'extensió desconeguda a Rússia.
- zan
  - Mingrelià (მარგალური ნინა, margaluri nina), amb uns 500.000 parlants nadius el 1989, principalment a Samegrelo-Zemo Svaneti (Mingrèlia), regió a l'oest de Geòrgia i una part del districte de Gali, a l'est d'Abkhàsia. Molts mingrelians refugiats de la Guerra d'Abkhàzia viuen a Tiflis o en altres llocs de Geòrgia.
  - Laz (ლაზური ნენა, lazuri nena), amb 220.000 parlants nadius el 1980, la majoria al litoral del mar Negre i el nord-est de Turquia, amb uns 30.000 a Adjària, Geòrgia.
- Svanetià (ლუშნუ ნინ/შკა̈ნ, dl.šnu nin/šḳän), amb aproximadament 15.000 parlants nadius a la muntanyenca regió de Svanètia, al nord-oest de Geòrgia.

Aquests idiomes estan clarament relacionats, i el laz i el mingrelià són considerats dialectes d'un mateix idioma, anomenat "zan". La connexió va ser documentada en la literatura lingüística per J. Güldenstädt en el segle xviii, i després provada per G. Rosen, M. Brosset, F. Bopp, entre d'altres, la dècada de 1840. Creien que era una divisió del mateix protokartvelià, possiblement parlat a la regió que avui ocupa Geòrgia i el nord-est de Turquia entre el 3000 aC i 2000 aC.
Basats en el grau de canvi, alguns lingüistes (incloent-hi A. Chikobava, G. Klimov, T. Gamkrelidze, i G. Machavariani) van especular sobre una primerenca divisió: se separaria el svanetià dels altres idiomes sobre el 2000 aC o abans, mentre que el mingrelià i el laz es van separar del georgià fa aproximadament mil anys, i la divisió entre ells es produí aproximadament fa 500 anys. Aquesta hipòtesi es deriva del controvertit ús de la glotocronologia, i hauria de ser presa en el millor dels casos com una aproximació.
El judeogeorgià de vegades es classifica com una variant del georgià, modificat per la inclusió de gran nombre de paraules de l'hebreu i de l'arameu. La diferenciació amb el georgià estàndard és comparativament recent.

## Relacions amb les altres llengües
Hi ha escassa relació amb les altres famílies de llengües caucàsiques. De fet, la hipòtesi iberocaucàsica, segons la qual totes les llengües caucàsiques en darrer terme formen una unitat filogenètica, ha estat pràcticament abandonada. Més recentment alguns lingüistes van proposar que la família kartveliana és part de la macrofamilia nostràtica, encara que tant la inclusió del georgià, com la validesa d'aquesta agrupació filogenètica, no és acceptada per la majoria d'especialistes.
S'han trobat algunes semblances gramaticals amb el basc, especialment pel sistema de casos. Però les teories que tendeixen a lligar els llenguatges caucàsics amb uns altres idiomes no indoeuropeus i no semítics del Pròxim Orient als temps antics, són generalment considerades inconclusives per manca de proves, i cal prendre-les només en sentit hipotètic.
Alguna semblança amb uns altres idiomes propers podria deure's a la influència del veïnatge geogràfic. S'han trobat molts préstecs en totes direccions (per exemple, del nord al sud del Caucas), per tant, és probable que algunes característiques gramaticals també hagin rebut influències. Ara sabem que el vocabulari protokartvelià va ser també influenciat per les llengües indoeuropees d'alguna manera, probablement a causa del contacte en l'antiguitat entre la cultura protokartveliana i la protoindoeuropea.

## Característiques
Gramaticalment les llengües caucàsiques meridionals destaquen per l'absència de gènere, les deu declinacions de cas gramatical, incloent-hi objectes animats i inanimats, i quatre veus verbals, que fan que la conjugació sigui força complexa.